# 宮田愛
宮田 愛（みやた あい、1988年5月4日 - ）は日本のミュージカル俳優である。東京都墨田区出身。劇団四季所属。

## 来歴
実践女子学園高等学校を経て日本女子体育大学舞踊学専攻に入学。2年後輩に渡辺智佳がいる。卒業後2011年に劇団四季のオーディションに合格し研究所へ入所。同年10月25日に劇団四季ソング&ダンス The Spiritダンサーパート役で初出演を果たす。2014年初の主役級役柄となる美女と野獣のベル役を演じ、その後も主役級役柄を演じることが多い。

## 人物
四季を目指すきっかけは中学1年生のとき観劇したライオンキングである。

## 主な出演作品
- 劇団四季ソング&ダンス The Spirit（2011年ダンサーパート）
- ガンバの大冒険（2012年潮路）
- エビータ（2012年アンサンブル）
- 劇団四季ソング&ダンス60 ようこそ劇場へ（2013年ヴォーカルパート）
- 美女と野獣（2014年～2015年ベル）
- キャッツ（2015年～タントミール）
- クレイジー・フォー・ユー（2015年ポリー・ベーカー、2023年テス）
- アラジン（2015年〜アンサンブル）
- ノートルダムの鐘 (2016年〜エスメラルダ)
- パリのアメリカ人 (2019年 マイロ・ダヴェンポート)
- コーラスライン (2020年　キャシー)
- ロボット・イン・ザ・ガーデン (2021年　ブライオニー)
- ひばり（2024年　アニエス）
- ゴースト&レディ（2024年 デオン・ド・ボーモン）